# Nawrüzbég kán
Nawrüzbég vagy Nuruzbég (? – 1360 júniusa) az Arany Horda kánja néhány hónapig.
I. Dzsanibég kán meggyilkolása után a központi hatalom megingott az Arany Hordában, utódja, Berdibég halála után pedig eluralkodott a káosz, egymást váltó trónkövetelőkkel, és egymással torzsalkodó helyi kiskirályokkal (a legjelentősebb közülük Mamaj volt).
Nawrüzbég egyike volt a trónkövetelőknek. Származása bizonytalan, saját állítása szerint Dzsanibég kán fia volt. 1360 januárjában ő és két fia megölte az előző önjelölt kánt, Kulpát és elfoglalta a helyét. Udvarába rendelte az orosz fejedelmeket hogy hűséget esküdjenek és egyben az előző évben meghalt Iván Ivanovics vlagyimiri nagyfejedelem utódját is kiválasztotta. Nawrüzbég Andrej Konsztantyinovics szuzdali fejedelemnek adta a nagyfejedelmi jarlikot, aki azonban továbbadta azt öccsének, Dmitrijnek.
Mindössze féléves uralkodás után, 1360 júniusában Nawrüzbéget egy másik trónkövetelő, Khidr (vagy Hizr), Dzsocsi leszármazottja, megölette.

## Fordítás
Ez a szócikk részben vagy egészben  a(z)   Науруз хан című orosz Wikipédia-szócikk ezen változatának fordításán alapul.  Az eredeti cikk szerkesztőit annak laptörténete sorolja fel. Ez a jelzés csupán a megfogalmazás eredetét és a szerzői jogokat jelzi, nem szolgál a cikkben szereplő információk forrásmegjelöléseként.